# Camila Brait
Camila de Paula Brait, född 28 oktober 1988, är en volleybollspelare (libero). Hon spelar i Brasiliens landslag och har spelat med olika brasilianska klubblag, framförallt Osasco Voleibol Clube, under hela sin karriär. 
Med landslaget har hon tagit silver vid OS 2021 och vunnit Sydamerikanska mästerskapet 2009, 2013 och 2015. Brait har utsedd till bästa libero blir åtskilliga tillfällen med klubblaget, framförallt i Superliga Brasileira de Voleibol och Campeonato Sudamericano de Clubes de Voleibol Femenino, men hon blev även utsedd till bästa libero vid Världsmästerskapet i volleyboll för klubblag 2012.